# 新羅楽
新羅楽（しらぎがく）は、中国大陸から伝来したもののうち、朝鮮の新羅を経由して日本に伝わった雅楽である。当初は、新羅楽、百済楽などのように、細かく分かれていたが、その後、大陸から伝来したもののうち、朝鮮を経由してきたもの、およびそのスタイルにならって日本で新作された雅楽の総称「高麗楽」としてまとめられた。

## 歴史
「新羅楽」という言葉自体が登場するのは、『日本書紀』の天武天皇12年（683年）1月の以下である。
『日本書紀』の允恭天皇42年（推定453年）1月、天皇の崩御の際に、新羅の王が知らせを聞いて驚き愁いて、調の船多数と様々な楽人を貢上した、難波津に到着した際には、素服を着て、御調を捧げて、種々の楽器を備えて、難波から京に至るまでに慟哭し、舞って歌ったりした。
新羅琴や横笛（新羅笛）などの楽器を使用したもので、正倉院御物の中に、新羅琴とその琴柱が保存されている。
楽師の数は職員令17では4人、『令集解』に引用されている雅楽大属尾張浄足説では、儛師・琴師各1名ずつ、令集解所収の職員令17の弘仁10年12月21日（ユリウス暦819年1月11日）の太政官符によると、各1名ずつに減らされたという。『類聚三代格』所収の斉衡2年12月21日（ユリウス暦856年2月1日）の太政官符では、儛師を停止し、かわりに五節儛師が設置されている。
『続日本紀』によると、天平3年（731年）6月に「雅楽寮の雑楽生の員を定む」とあり、これにより楽生の数が決められている。それによると、新羅楽は4人であるが、養老令では20人となっている。その内訳は嘉祥元年（848年）9月の格では琴生・儛生各10人。同年のうちにこれを各2人ずつとしている。
天平12年（744年）12月には聖武天皇は美濃国不破郡の不破頓宮に行幸しており、帰りに美濃国府に立ち寄っているが、そこで夕方に飛騨楽と新羅楽を演奏させた、とある。『続日本紀』には、霊亀元年7月に新羅人74家を美濃国に移籍し、席田郡を建てたともあり、美濃国には新羅人が多く居住していたからである。
新羅楽は、平安時代には高麗楽・百済楽とともに、左右両部制の右方高麗楽に吸収され、新羅琴・新羅笛などの楽器もやがて廃れた。